# Trójbój siłowy

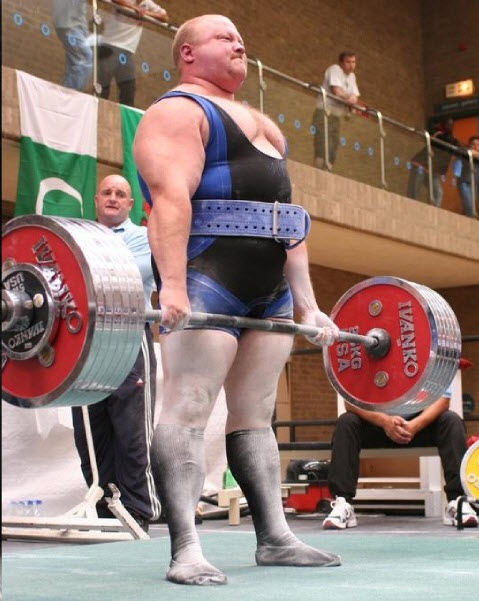
Mistrz świata w trójboju siłowym Dean Bowring w martwym ciągu

Trójbój siłowy (ang. powerlifting) – dyscyplina sportu pośród sportów siłowych.

## Historia
Początki trójboju siłowego sięgają końca lat 50., kiedy to rozegrano Pierwsze Mistrzostwa Wielkiej Brytanii. W obecnym kształcie trójbój ukształtował się pod koniec lat 60. W 1972 roku powstała Międzynarodowa Federacja Trójboju Siłowego (IPF).
Rok później rozegrano pierwsze oficjalne mistrzostwa świata. 11 maja 1977 roku powstała Europejska Federacja Trójboju Siłowego (EPF). Rok później w Birmingham odbyły się pierwsze mistrzostwa Europy. Polski Związek Kulturystyki i Trójboju Siłowego jest członkiem IPF i EPF od 1989 roku.
W dniach 21–22.05.1977 w Piotrkowie Trybunalskim zostały zorganizowane pierwsze mistrzostwa Polski w kulturystycznym trójboju siłowym. 
Do zmagań o tytuły mistrzowskie w pięciu wagach przystąpiło 36 zawodników kulturystów z 14 ognisk lub klubów. Pierwszymi mistrzami Polski w poszczególnych kategoriach zostali:
- waga lekka (do 75 kg) – Andrzej Staszyński „Syrenka” Warszawa z wynikiem 527,5 kg (155, 160, 212,5)[1];
- waga średnia (do 80 kg) – Stanisław Kowalski „Jagiellonka” Piotrków Trybunalski z wynikiem 540 kg (135, 165, 240);
- waga półciężka (do 85 kg) – Antoni Cecot „Błyskawica” Warszawa z wynikiem 602,5 kg (172,5, 180, 250);
- waga lekkociężka (do 90 kg) – Włodzimierz Szczepański „Jagiellonka” Piotrków Trybunalski z wynikiem 630 kg (170, 200, 260);
- waga ciężka (powyżej 90 kg) – Bolesław Sotomski „Błyskawica” Warszawa z wynikiem 670 kg (180, 230, 260).

Trójbój siłowy jest sportem nieolimpijskim.
W Polsce trójbój reprezentuje Polski Związek Kulturystyki, Fitness i Trójboju Siłowego (PZKFiTS), zrzeszony w IPF – International Powerlifting Federation (Międzynarodowa Federacja Trójboju Siłowego) i EPF – European Powerlifting Federation (Europejska Federacja Trójboju Siłowego). Od 14 stycznia 2010 trenerem kadry narodowej seniorów, seniorek oraz juniorów jest Arkadiusz Znojek, trener trójboistów siłowych Tęczy Społem Kielce. Przed 14 stycznia 2010 roku trenerami kadry narodowej w trójboju siłowym byli Roman Szymkowiak (Kościan) i Zdzisław Pieńkos (Pułtusk).

## Konkurencje trójboju siłowego

### Przysiad ze sztangą
Przysiady ze sztangą są jednym z ćwiczeń na rozwój siły i masy mięśni ud. Ćwiczenie jest trudne. Składa się z wielu istotnych dla całości elementów, których zsynchronizowanie w jedną całość wymaga rozwagi, skupienia i dobrej znajomości strony technicznej ich wykonywania. Do elementów tych należą: podejście pod spoczywającą na stojakach sztangę, odpowiednie jej uchwycenie i wpasowanie w miejsce, na którym będzie spoczywać przez cały czas trwania każdej serii, w tym konkretnym wypadku: na linii grzebienia łopatki, wykonanie kroku do tylu i przyjęcie prawidłowej pozycji wyjściowej. Przyjęte jest, że ćwiczący do przysiadów zakładają pas ciężarowy.
W trójboju siłowym siady zwykle wykonuje się ze sztangą w pozycji „low bar” (sztanga przebiega wzdłuż linii grzebienia łopatki, co pozwala podnieść 5–10% więcej obciążenia), inaczej niż w olimpijskim podnoszeniu ciężarów, gdzie zawodnicy trenują zwykle przysiad w pozycji „high bar” (sztanga spoczywa na mięśniu czworobocznym pomiędzy częścią zstępującą a wstępującą).

### Wyciskanie na leżąco
Zawodnik wykonuje ten bój w specjalnej, mocno przylegającej koszulce oraz kostiumie lub kolarkach,może też wykonywać go bez żadnego sprzętu wspomagającego (Raw), dla tego typu kategorii organizuje się osobne zawody. Po wyjściu na pomost zawodnik kładzie się na ławce i przyjmuje pozycję maksymalnie wygodną. Następnie chwyta sztangę tak, by paski na gryfie nie wystawały poza palce wskazujące pomiędzy rękami. Po zdjęciu sztangi ze stojaków (z pomocą obsługi pomostu lub bez niej) zawodnik czeka z zablokowanymi stawami na sygnał sędziego. Sygnał wydawany jest, gdy zawodnik znieruchomieje ze sztangą we właściwej pozycji. Ze względów bezpieczeństwa zawodnika, jeśli po okresie pięciu sekund nie przyjmie prawidłowej pozycji do rozpoczęcia boju, to będzie proszony o odłożenie sztangi komendą „Odłóż”, razem ze wstecznym ruchem ramienia. Sygnał składa się z ruchu ramienia do dołu i komendy „Start”. Po otrzymaniu sygnału, zawodnik opuszcza sztangę do klatki piersiowej i przytrzymuje ją nieruchomo na klatce piersiowej przez określony i widoczny czas. Zawodnik wyciska sztangę do pełnego wyprostu ramion bez przesadnie nierównego prostowania ramion, blokując obydwa ramiona jednocześnie. Gdy zawodnik utrzyma nieruchomą pozycję, sędzia powinien wydać słyszalną komendę „Stojak” łącznie z wstecznym ruchem ramienia.

### Martwy ciąg
Już starożytni Grecy i Rzymianie uprawiali martwy ciąg. Podniesienie ciężaru z ziemi jest najstarszym ruchem „użytkowym” i od wieków – tym właśnie można udowodnić największą siłę. Na wiele lat przed pojawieniem się trójboju siłowego uprawiano różne rodzaje podnoszenia z ziemi. Popularne było tzw. „podnoszenie Jeffersona” gdzie ciężar zabierało się pomiędzy nogami. W Bawarii na lokalnych zawodach siłaczy podnoszono z ziemi ciężkie głazy, dźwigano ciężary w górę używając tylko jednej ręki lub nawet jednego palca.
Martwym ciągiem popisywali się słynni: Carl Abs, Eugen Sandow i Louis Cyr. W połowie XIX wieku skonstruowano maszynę imitującą ruch martwego ciągu a pierwszy jej użytkownik – Georgie Barker Windship uzyskał prawie 300 kg. Kolejne lata przyniosły wyniki dochodzące do pół tony.
Charakterystyczny przeciwstawny uchwyt dłoni pojawił się w formalnych przepisach „ciężarowych” opracowanych w 1857 roku przez księcia Alfreda Pallavicini. Ów Austriak znał około 120 sposobów podnoszenia ciężarów w tym kilkanaście przypominających dzisiejszy martwy ciąg.
W latach 60. kształtował się dzisiejszy obraz trójboju siłowego. Jedne konkurencje wprowadzano z innych rezygnowano. Martwy ciąg został jako jeden z wielkiej trójki (wyciskanie i przysiad). Od początku oficjalnego trójbojowania najsilniejsi nie schodzili poniżej 340 kg. W początku lat siedemdziesiątych pękła bariera 400 kg. Pokonał ją Jon Cole ważący 128 kg.
Klasyczny martwy ciąg polega na uchwyceniu sztangi oburącz w skłonie, (ręce na szerokość barków, stopy na szerokość bioder) i uniesieniu sztangi na wysokość bioder z zachowaniem prostego grzbietu w odcinku lędźwiowym. Większość federacji dopuszcza także martwy ciąg w wersji „sumo”, gdzie zawodnik staje w szerokim rozkroku, chwytając sztangę oburącz między nogami. 
Główne mięśnie zaangażowane w ćwiczeniu – prostownik grzbietu, mięśnie najszersze grzbietu, pośladkowe, dwugłowe ud.

#### Kategoria RAW
Kategoria trójboju siłowego nie dopuszczająca sprzętu wspomagającego takiego jak: koszulki lub spodenki wykonane z gumy która pomaga osobie wykonującej bój na zasadzie rozciągania się gumy (w dolnej fazie ruchu) i kurczeniu się (w górnej fazie). Inne przedmioty takie jak Pas trójbojowy, neoprenowe nakolanniki lub opaski do obwiązywania stawów nadgarstkowych są dozwolone.